# 愛媛県中学校の廃校一覧
愛媛県中学校の廃校一覧（えひめけんちゅうがっこうのはいこういちらん）は、愛媛県の中学校および中等教育学校の廃校の一覧である。対象となるのは学制改革（1947年）以降に廃校となった中学校と分校である。名称は廃校当時のもの。廃校時に属していた自治体が合併により消滅している場合は現行の自治体に含める。また現在休校中の学校は公式には存続していることとなっているが、そのほとんどは事実上廃校となっている場合が多いため、便宜上本項に記載する。

## 官立中学校
- 愛媛師範学校男子部附属中学校（1948年統合して愛媛師範学校附属中学校となり1951年愛媛大学教育学部附属中学校へ改組）[1]
- 愛媛師範学校女子部附属中学校（同上）[1]

## 県立中学校
- 愛媛県立高等学校併設中学校[注釈 1]（1949年、多数）
- 愛媛県立三瓶高等学校併設中学校[注釈 2] （1951年）
- 愛媛県立今治東中学校（2006年愛媛県立今治東中等教育学校に改組）[2]
- 愛媛県立松山西中学校（2006年愛媛県立松山西中等教育学校に改組）[3]
- 愛媛県立宇和島南中学校（2006年愛媛県立宇和島南中等教育学校に改組）[4]

## 他の公立中学校

### 四国中央市
- 三島町立三島中学校中曽根分校（1948年）
- 三島町立三島中学校中之庄分校（1950年）
- 伊予三島市立豊岡中学校（1959年統合して伊予三島市立西谷中学校となり、1960年伊予三島市立南中学校、2004年四国中央市立三島南中学校と改称）
- 伊予三島市立寒川中学校（同上）
- 伊予三島市立三島東中学校〈旧〉[注釈 3]（1968年統合して伊予三島市立東中学校となり、2004年四国中央市立三島東中学校と改称）[5]
- 伊予三島市立松柏中学校（同上）[5]
- 伊予三島市立富郷中学校（同上）[5]
- 伊予三島市立久保ケ市中学校（同上）[5]
- 伊予三島市立三島西中学校（1976年統合して伊予三島市立西中学校となり、2004年四国中央市立三島西中学校と改称）
- 伊予三島市立金砂中学校（同上）
- 土居町立長津中学校（1960年土居町立土居中学校〈のち四国中央市立〉へ統合）
- 土居町立小富士中学校（同上）
- 土居町立清寧中学校（同上）
- 土居町立関川中学校（1963年土居中へ統合）
- 川之江市立川之江中学校（1964年統合して川之江市立北中学校となり、2004年四国中央市立川之江北中学校と改称）[6][7]
- 川之江市立川之江中学校分校（同上）[6]
- 川之江市立上分中学校（1964年統合して川之江市立南中学校となり、2004年四国中央市立川之江南中学校と改称）[8][6][7]
- 川之江市立金田中学校（同上）[8][6][7]
- 川之江市立川滝中学校（同上）[8][6][7]
- 川之江市立金生中学校（1964年分割統合して川之江市立北中、南中[8]へ）[6][7]
- 川之江市立妻鳥中学校（同上）[6][7]
- 新宮村立新立中学校（1964年統合して新宮村立新宮中学校〈のち四国中央市立〉へ）[9]
- 新宮村立上山中学校（同上）[9]

### 新居浜市
- 新居浜市立東平中学校[注釈 4]（1968年新居浜市立角野中学校へ統合）[10]
- 新居浜市立垣生中学校（1970年統合して新居浜市立川東中学校へ）[11]
- 新居浜市立神郷中学校（同上）[11]
- 新居浜市立多喜浜中学校（同上）[11]
- 新居浜市立大島中学校（同上）[11]

### 西条市
- 壬生川町立多賀中学校（1949年壬生川町立壬生川中学校へ統合）
- 壬生川町立国安中学校（1958年統合して壬生川町立西中学校〈のち東予市立〉となり、2004年西条市立東予西中学校と改称）[12]
- 壬生川町立吉岡中学校（同上）[12]
- 丹原町立丹原中学校（1962年統合して丹原町立丹原東中学校〈のち西条市立〉へ）[13]
- 丹原町立田野中学校（同上）[13]
- 丹原町立徳田中学校（同上）[13]
- 丹原町立中川中学校（1962年8月19日統合して丹原町立丹原西中学校〈のち西条市立〉へ）[14]
- 丹原町立桜樹中学校（同上）[14]
- 丹原町立桜樹中学校明河分校（同上）[14]
- 丹原町立桜樹中学校楠窪分校（同上）[14]
- 小松町立小松中学校〈旧〉（1962年統合して小松町立小松中学校〈のち西条市立〉へ）[15]
- 小松町立石根中学校（同上）[15]
- 西条市立南中学校〈旧〉（1967年統合して西条市立南中学校となり、2004年西条市立西条南中学校と改称）[16]
- 西条市立加茂中学校（同上）[16]
- 西条市立中之池中学校（同上）[16]
- 西条市立市之川中学校（同上）[16]
- 壬生川町立壬生川中学校（1969年統合して壬生川町立東中学校〈のち東予市立〉となり、2004年西条市立東予東中学校と改称）[17]
- 壬生川町立修誠中学校（同上）[17]
- 小松町立石鎚中学校[注釈 5]（1977年小松中へ統合）
- 東予市立河北中学校東予学園分校[注釈 6]（1979年愛媛県立今治養護学校〈現：愛媛県立今治特別支援学校〉へ改組）
- 西条市立大保木中学校（1988年）[18]

### 今治市
- 津倉村渦浦村共立津倉中学校（1949年統合して津倉村外三ヶ村組合立大島中学校〈旧〉となり1954年吉海町立吉海中学校〈のち今治市立〉と改称）
- 亀山村立亀山中学校（同上）
- 宮窪村立宮窪中学校〈旧〉（1949年統合して宮窪村大山村共立大島東中学校となり1954年宮窪町立宮窪中学校〈のち今治市立〉と改称）[19]
- 大山村立大山中学校（1949年分割統合して大島中〈旧〉、大島東中へ）
- 組合立大島中学校〈旧〉泊分校（1953年）
- 玉川村立龍岡中学校（1957年統合して玉川村立玉川中学校〈のち玉川町立、今治市立〉へ）[20]
- 玉川村立鈍川中学校（同上）[20]
- 玉川村立九和中学校（同上）[20]
- 玉川村立鴨部中学校（同上）[20]
- 関前村立岡村中学校（1958年統合して関前村立関前中学校〈のち今治市立〉へ）[21]
- 関前村立大下中学校（同上）[21]
- 大西町立大井中学校（1963年統合して大西町立大西中学校〈のち今治市立〉へ）[22]
- 大西町立小西中学校（同上）[22]
- 今治市立乃万中学校（1964年統合して今治市立西中学校へ）[23]
- 今治市立日高中学校（同上）[23]
- 朝倉村立上朝中学校[注釈 7]（1966年統合して朝倉村立朝倉中学校〈のち今治市立〉へ）[24]
- 朝倉村立下朝中学校[注釈 8]（同上）[24]
- 今治市立富田中学校（1967年統合して今治市立南中学校へ）[25]
- 今治市立清水中学校（同上）[25]
- 菊間町立菊間中学校〈旧〉（1970年亀岡中と統合し菊間町立菊間中学校〈のち今治市立〉へ）[26]
- 菊間町立亀岡中学校（同上）[26]
- 大三島町立鏡中学校（1971年統合して大三島町立大三島中学校〈旧〉〈のち今治市立〉へ）
- 大三島町立宮浦中学校（同上）
- 大三島町立岡山中学校（同上）
- 上浦町立盛口中学校（1972年統合して上浦町立上浦中学校〈のち今治市立〉へ）
- 上浦町立瀬戸崎中学校（同上）
- 今治市立近見中学校[注釈 9]分校（1974年愛媛県立第一養護学校整肢療護園分校へ改組）
- 宮窪町立四阪島中学校[注釈 10]（1977年宮窪中へ統合）[27]
- 今治市立美須賀中学校[注釈 11]比岐島分校（1982年）
- 今治市立西伯方中学校（2008年今治市立伯方中学校へ統合）
- 今治市立美須賀中学校（2013年今治市立日吉中学校[注釈 12]へ統合）[28]
- 今治市立吉海中学校（2015年統合して今治市立大島中学校へ）[29]
- 今治市立宮窪中学校（同上）[29]
- 今治市立大三島中学校〈旧〉（2015年統合して今治市立大三島中学校へ）[30]
- 今治市立上浦中学校（同上）[30]
- 今治市立関前中学校（2022年休校、2024年再開）[21]

### 越智郡
- 上島町立生名中学校（2008年上島町立弓削中学校へ統合）[31]
- 上島町立高井神中学校（2004年休校、2023年廃校）[32]

### 松山市
- 粟井村立粟井中学校（1948年統合して組合立高縄中学校〈のち北条市立〉となり1966年北条市立北条南中学校〈のち松山市立〉と改称）[33]
- 河野村立河野中学校（同上）[33]
- 北条町立北条中学校（1949年統合して組合立北温中学校〈のち北条市立〉へ）
- 難波村立難波中学校（同上）
- 正岡村立正岡中学校（同上）
- 久谷村立荏原中学校（1960年統合して久谷村立久谷中学校〈のち松山市立〉へ）
- 久谷村立坂本中学校（同上）
- 中島町立津和地中学校（1961年中島町立中島中学校[注釈 13]〈のち松山市立〉へ統合）[34]
- 北条市立安居島中学校（1965年北温中へ統合）
- 北条市立浅海中学校（1966年統合して北条市立北条北中学校〈のち松山市立〉へ）[35]
- 北条市立立岩中学校（同上）[35]
- 北条市立北温中学校（同上）[35]
- 中島町立野忽那中学校（1969年中島中へ統合）[34]
- 中島町立二神中学校（同上）[34]
- 松山市立石井中学校（1971年統合して松山市立南中学校へ）[36]
- 松山市立浮穴中学校（同上）[36]
- 中島町立中島西中学校[注釈 14]（1972年中島中へ統合）[34]
- 松山市立城東中学校（1983年統合して松山市立東中学校へ）
- 松山市立御幸中学校（同上）
- 松山市立伊台中学校（1991年統合して松山市立旭中学校へ）[37]
- 松山市立五明中学校（同上）[37]
- 中島町立睦月中学校（2002年中島中睦月分校となり、2003年廃校）[34]
- 松山市立怒和中学校（2005年中島中へ統合）[34]

### 伊予市
- 上灘町立上灘中学校分教場（1948年）
- 伊予市立郡中中学校（1959年9月1日統合して伊予市立港南中学校へ）[38]
- 伊予市立北山崎中学校（同上）[38]
- 伊予市立港南中学校分校（1962年）[38]
- 伊予市立南山崎中学校（1967年港南中へ統合）[38]
- 中山町立佐礼谷中学校（1997年中山町立中山中学校〈のち伊予市立〉へ統合）[39]
- 伊予市立上灘中学校（2010年統合して伊予市立双海中学校へ）[40]
- 伊予市立下灘中学校（同上）[40]

### 東温市
- 川内町立川上中学校（1957年統合して川内町立川内中学校〈のち東温市立〉へ）[41]
- 川内町立三内中学校（同上）[41]
- 川内町立松瀬川中学校（同上）[41]
- 川内町立滑川中学校[注釈 15]（同上）[41]
- 重信町立吉井中学校（1958年統合して重信町立重信中学校〈のち東温市立〉へ）[42]
- 重信町立拝志中学校（同上）[42]
- 重信町立山之内中学校（同上）[42]
- 重信町立重信中学校東分校（1972年[42]愛媛県立第二養護学校〈現：愛媛県立しげのぶ特別支援学校〉へ改組[43]）

### 上浮穴郡
- 柳谷村立柳井川中学校（1961年統合して柳谷村立柳谷中学校〈のち久万高原町立〉へ）[44]
- 柳谷村立西谷中学校（同上）[44]
- 柳谷村立中津中学校[注釈 16]（同上）[44]
- 美川村立美川中央中学校[注釈 17]（1986年統合して美川村立美川中学校〈のち久万高原町立〉へ）
- 美川村立仕七川中学校（同上）
- 美川村立黒藤川中学校（同上）
- 久万町立久万中学校〈旧〉（1999年統合して久万町立久万中学校〈のち久万高原町立〉へ）[45]
- 久万町立畑野川中学校（同上）[45]
- 久万町立直瀬中学校（同上）[45]
- 久万町立父二峰中学校（同上）[45]
- 久万高原町立面河中学校（2009年久万高原町立美川中学校へ統合）[46]
- 久万高原町立柳谷中学校（2015年美川中へ統合）[46]

### 伊予郡
- 砥部町立原町中学校（1962年砥部町立砥部中学校へ統合）
- 砥部町立広田中学校（2009年砥部中へ統合）[47]

### 宇和島市
- 三間村立三間中学校〈旧〉（1949年統合して共立鬼北中学校〈のち三間町立〉へ）
- 成妙村立成妙中学校（同上）
- 吉田町立喜佐方中学校（1965年統合して吉田町立吉田東中学校へ）
- 吉田町立立間中学校（同上）
- 吉田町立玉津中学校（同上）
- 三間町立二名中学校（1967年統合して三間町立三間中学校〈のち宇和島市立〉へ）[48]
- 三間町立鬼北中学校（同上）[48]
- 吉田町立吉田東中学校（1968年統合して吉田町立吉田中学校〈のち宇和島市立〉へ）[49]
- 吉田町立吉田南中学校[注釈 18]（同上）[49]
- 吉田町立吉田西中学校[注釈 19]（同上）[49]
- 津島町立岩松中学校（1968年統合して津島町立津島中学校〈のち宇和島市立〉へ）[50]
- 津島町立北灘中学校（同上）[50]
- 津島町立畑地中学校（同上）[50]
- 津島町立南部中学校[注釈 20]（同上）[50]
- 津島町立清満中学校（1969年津島中へ統合）[50]
- 津島町立下灘中学校[注釈 21]（1970年津島中へ統合）[50]
- 津島町立上槙中学校（同上）[50]
- 津島町立竹ヶ島中学校（同上）[50]
- 津島町立由良中学校[注釈 22]（同上）
- 津島町立由良中学校須下分校（同上）[50]
- 津島町立由良中学校平井分校（同上）[50]
- 宇和島市立九島中学校（1970年宇和島市立城南中学校へ統合）[51]
- 宇和島市立城西中学校（同上）[51]
- 宇和島市立三浦中学校（1970年宇和島市立城東中学校へ統合）[52]
- 宇和島市立清渓中学校[注釈 23]（1971年城東中へ統合）[52]
- 宇和島市立高光中学校（1971年宇和島市立城北中学校へ統合）
- 宇和海村立下波中学校（1971年統合して宇和海村立宇和海中学校〈のち宇和島市立〉へ）[53]
- 宇和海村立遊子中学校（同上）[53]
- 宇和海村立蒋淵中学校（同上）[53]
- 宇和海村立戸島中学校（同上）[53]
- 宇和海村立嘉島中学校（同上）[53]
- 宇和海村立日振島中学校（同上）[53]
- 津島町立御槙中学校（1975年津島中へ統合）[54]
- 宇和島市立宇和海中学校（2015年城南中へ統合）[51]

### 八幡浜市
- 八幡浜市立第二中学校白浜分校（1948年八幡浜市立第一中学校<のち八幡浜市立愛宕中学校>へ統合）[55]
- 八幡浜市立第二中学校神山分校（1948年八幡浜市立第三中学校<のち八幡浜市立八代中学校>へ統合）[55]
- 八幡浜市立日土中学校（1965年統合して組合立青石中学校<のち八幡浜市立>へ）[56]
- 保内町立喜須来中学校（同上）[56]
- 八幡浜市立川上中学校（1969年八幡浜市立八代中学校[注釈 24]へ統合）[57]
- 保内町立川之石中学校（1975年統合して保内町立保内中学校〈旧〉〈のち八幡浜市立〉へ）[58]
- 保内町立宮内中学校（同上）[58]
- 保内町立磯津中学校（同上）[58]
- 八幡浜市立八代中学校八幡浜学園分校（1979年愛媛県立宇和養護学校〈現：愛媛県立宇和特別支援学校〉八幡浜学園分校へ改組し、1997年廃止）[59]
- 八幡浜市立大島中学校（2009年八幡浜市立愛宕中学校[注釈 25]へ統合）
- 八幡浜市立保内中学校〈旧〉（2017年統合して八幡浜市立保内中学校へ）[58]
- 八幡浜市立青石中学校（同上）[58]
- 八幡浜市立双岩中学校（2017年八代中へ統合）[60]
- 八幡浜市立真穴中学校（2021年八代中へ統合）[61]
- 八幡浜市立八代中学校（2025年統合により八幡浜市立八幡浜中学校へ）[62]
- 八幡浜市立松柏中学校（同上）[62]
- 八幡浜市立愛宕中学校（同上）[62]

### 大洲市
- 肱川村立河辺中学校（1952年河辺村立河辺中学校〈旧〉と肱川村立岩谷中学校に分割）
- 南久米村立南久米中学校久保分校（1954年）
- 河辺村立河辺中学校〈旧〉坂本分校（1954年）
- 大洲市立大洲中学校（1960年大洲市立大洲北中学校[63]と大洲市立大洲南中学校[64]に分割）
- 大洲市立大洲中学校若宮分校（1960年大洲北中へ統合）
- 肱川町立宇和川中学校（1960年統合して肱川町立肱川中学校〈のち大洲市立〉へ）[65]
- 肱川町立大谷中学校（同上）[65]
- 肱川町立予子林中学校（同上）[65]
- 肱川町立岩谷中学校（同上）[65]
- 大洲市立粟津中学校（1962年統合して大洲市立大洲東中学校へ）[66]
- 大洲市立三善中学校（同上）[66]
- 長浜町立喜多灘中学校（1964年長浜町立長浜中学校〈旧〉へ統合）
- 長浜町立長浜中学校〈旧〉（1966年統合して長浜町立長浜中学校〈のち大洲市立〉へ）[67]
- 長浜町立青島中学校（同上）[67]
- 長浜町立櫛生中学校（同上）[67]
- 長浜町立大和第一中学校（同上）[67]
- 長浜町立大和第二中学校（同上）[67]
- 長浜町立白滝中学校（同上）[67]
- 大洲市立南久米中学校（1969年大洲南中へ統合）[64]
- 大洲市立上須戒中学校（1970年大洲北中へ統合）[63]
- 河辺村立河辺中学校〈旧〉（1974年統合して河辺村立河辺中学校〈のち大洲市立〉へ）[68]
- 河辺村立北平中学校（同上）[68]
- 大洲市立大洲南中学校大洲学園分校（1979年愛媛県立宇和養護学校〈現：愛媛県立宇和特別支援学校〉へ改組し、2010年廃止）[59]
- 大洲市立菅田中学校（1980年統合して大洲市立肱東中学校へ）[69]
- 大洲市立大成中学校（同上）[69]
- 長浜町立出海中学校（1983年長浜中へ統合）
- 大洲市立蔵川中学校（1991年肱東中へ統合）[69]
- 大洲市立柳沢中学校（1991年大洲市立新谷中学校へ統合）[70]
- 大洲市立河辺中学校（2020年休校、2024年大洲市立肱川中学校へ統合）[71]

### 西予市
- 城川町立土居中学校（1961年統合して城川町立城川東中学校へ）
- 城川町立高川中学校（同上）
- 宇和町立宇和町中学校（1962年統合して宇和町立宇和中学校〈のち西予市立〉へ）[72]
- 宇和町立中川中学校（同上）[72]
- 宇和町立石城中学校（同上）[72]
- 宇和町立田之筋中学校（1963年宇和中へ統合）[72]
- 明浜町立狩江中学校（1963年統合して明浜町立明浜東中学校へ）
- 明浜町立俵津中学校（同上）
- 明浜町立高山中学校（1963年統合して明浜町立明浜西中学校へ）
- 明浜町立田之浜中学校（同上）
- 宇和町立多田中学校（1965年宇和中へ統合）[72]
- 宇和町立下宇和中学校（同上）[72]
- 野村町立貝吹中学校（1969年野村町立野村中学校〈のち西予市立〉へ統合）[73]
- 野村町立横林中学校（同上）[73]
- 城川町立遊子川中学校（1970年統合して城川町立城川西中学校へ）
- 城川町立魚成中学校（同上）
- 野村町立渓筋中学校（1971年野村中へ統合）[73]
- 野村町立中筋中学校（同上）[73]
- 三瓶町立三瓶東中学校[注釈 26]（1977年統合して三瓶町立三瓶中学校〈のち西予市立〉へ）
- 三瓶町立三瓶北中学校[注釈 27]（同上）
- 三瓶町立三瓶南中学校[注釈 28]（同上）
- 野村町立野村中学校野村学園分校（1979年愛媛県立宇和養護学校〈現：愛媛県立宇和特別支援学校〉へ改組し、2010年廃止）[59]
- 野村町立大野ヶ原中学校（1990年野村町立惣川中学校へ統合）
- 野村町立惣川中学校（2000年野村中へ統合）[73]
- 城川町立城川東中学校（2001年統合して城川町立城川中学校〈のち西予市立〉へ）[74]
- 城川町立城川西中学校（同上）[74]
- 明浜町立明浜西中学校（2003年統合して明浜町立明浜中学校〈のち西予市立〉へ）[75]
- 明浜町立明浜東中学校（同上）[75]

### 喜多郡
- 内子町立五城中学校（1957年内子町立内子中学校〈旧〉へ統合）
- 五十崎町立五十崎中学校〈旧〉（1960年統合して五十崎町立五十崎中学校〈のち内子町立〉へ）[76]
- 五十崎町立天神中学校（同上）[76]
- 五十崎町立御祓中学校（同上）[76]
- 内子町立内子中学校〈旧〉（1971年統合して内子町立内子中学校へ）[77]
- 内子町立満穂中学校（同上）[77]
- 内子町立池田中学校（同上）[77]
- 内子町立立川中学校（1972年内子中へ統合）[77]
- 小田町立田渡中学校（1977年小田町立小田中学校〈のち内子町立〉へ統合）
- 小田町立参川中学校（同上）
- 内子町立程内中学校（1991年内子町立大瀬中学校へ統合）[78]
- 小田町立小田深山中学校（2003年小田中へ統合）

### 西宇和郡
- 四ツ浜村立四ツ浜中学校川之浜分校（1949年）[79]
- 四ツ浜村立四ツ浜中学校田部分校（同上）[79]
- 四ツ浜村立四ツ浜中学校神崎分校（同上）[79]
- 瀬戸町立三机第二中学校（1978年瀬戸町立三机中学校へ統合）[80]
- 瀬戸町立三机中学校（1994年統合して瀬戸町立瀬戸中学校〈のち伊方町立〉へ）[80]
- 瀬戸町立四ツ浜中学校（同上）[80]
- 伊方町立伊方中学校〈旧〉（1998年統合して伊方町立伊方中学校へ）[81]
- 伊方町立町見中学校（同上）[81]
- 三崎町立串中学校（2004年三崎町立三崎中学校〈のち伊方町立〉へ統合）[82]
- 伊方町立二名津中学校[注釈 29]（2006年伊方町立三崎中学校へ統合）[82]

### 北宇和郡
- 近永町立近永中学校（1954年統合して共立北宇和中学校〈のち広見町立〉へ）
- 好藤村立好藤中学校（同上）
- 松野町立松野東中学校[注釈 30]（1968年統合して松野町立松野中学校へ）[83]
- 松野町立松野西中学校[注釈 31]（同上）[83]
- 松野町立松野南中学校[注釈 32]（同上）[83]
- 日吉村立富母里中学校（1971年日吉村立日吉中学校〈のち鬼北町立〉へ統合）[84]
- 広見町立北宇和中学校（1972年統合して広見町立広見中学校〈のち鬼北町立〉へ）[85]
- 広見町立泉中学校（同上）[85]
- 広見町立愛治中学校（同上）[85]
- 広見町立三島中学校（同上）[85]

### 南宇和郡
- 南内海村立中浦中学校赤水分校（1952年）
- 城辺町立城辺中学校〈旧〉（1967年統合して城辺町立城辺中学校〈のち愛南町立〉へ）[86]
- 城辺町立緑中学校（同上）[86]
- 城辺町立東海中学校[注釈 33]（同上）[86]
- 城辺町立久良中学校（1971年城辺中へ統合）[86]
- 城辺町立中玉中学校（1981年城辺中へ統合）[86]
- 西海町立船越中学校（1983年統合して西海町立西海中学校〈のち愛南町立〉へ）[87]
- 西海町立西浦中学校（同上）[87]
- 内海村立柏中学校（1987年統合して内海村立内海中学校〈のち愛南町立〉へ）[88]
- 内海村立家串中学校（同上）[88]
- 内海村立魚神山中学校（同上）[88]
- 愛南町立僧都中学校（2007年城辺中へ統合）[89]
- 愛南町立中浦中学校[注釈 34]（2009年愛南町立御荘中学校へ統合）
- 愛南町立西海中学校（2011年御荘中へ統合）[90]
- 愛南町立福浦中学校（同上）[90]
- 愛南町立内海中学校（2024年御荘中へ統合）[91]

## 私立中学校
- 今治精華中学校（1952年）
- 今治明徳高等学校併設中学校（1953年）
- 松山城西中学校（1955年）
- 済美高等学校併設中学校（1956年）[92]
- 新田高等学校併設中学校（1963年）
- 松山女子商業高等学校併設中学校（1968年）
- 帝京冨士中学校（2021年）[93]